# Европски колеџ слободних вештина
Бард Колеџ Берлин-Универзитет слободних вештина (раније познат као Европски колеџ слободних вештина) (енгл. Bard College Berlin-A Liberal Arts University) је приватна, непрофитна институција високог образовања у Берлину, Немачкој.
Основана је као непрофитна асоцијација 1999. године од стране Стефана Гутцајта. Први декан била је Ерика Анита Кис. Од 2003. године, Петер Хајнал и Томас Норгард су одговорни за наставни план на ЕКЛА-и. Први уведени програм био је шестонедељни Међународни летњи универзитет, који се и даље одржава сваког лета. На колеџу постоје два годишња програма: Академска година и Пројекат подина. Бакалауреат уметности (енгл. B.A in Value Studies) је четворогодишњи програм на ЕКЛА-и, који је започет 2009. године. ЕКЛА је колеџ без одељења на коме је наставни план посвећен интегрисању вредносних студија. Студенти уче у малим групама (семинарима) и 'један на један' туторијалима, вођени од стране професора различитих области, као што су филозофија, књижевност, политичка теорија, уметничка историја или филмска теорија. Колеџ је, према Марти Нусбаум (Martha Nussbaum), један од ретких образовних институција у Европи који претвара идеју слободних вештина у стварност. Студенти и наставничко особље долазе из целог света па је званични језик предавања енглески језик.